# Подводные лодки типа «Бандиера»
Подводные лодки типа «Бандие́ра» (итал. Bandiéra)— серия итальянских подводных лодок времён Второй мировой войны. Спроектированы К. Бернардисом как развитие ПЛ «Пизани». Отличались от прототипа увеличенными размерами, более мощными гребными электродвигателями, двумя дополнительными торпедными аппаратами и чуть большей дальностью плавания.
Строились на верфях «Кантьери Навале Триестино», Монфальконе (CNT) и «Одеро-Терни-Орландо» (OTO), Специя. Вступили в строй в 1930 г. Имели однокорпусную конструкцию, отличались недостаточной остойчивостью при всплытии и погружении. Для устранения этого недостатка вскоре были оборудованы бортовыми булями. В результате остойчивость повысилась, но скорость упала с 17,5\9 до 15\8 узл. Тогда же для улучшения мореходности была надстроена палуба в носовой части, что придало лодкам характерный силуэт.
В 1942 г. на лодках были уменьшены размеры рубок, а на ПЛ «Giro Menotti» 102-мм\35 орудие заменили на более современное 100-мм\47. В ходе войны лодки использовались в основном как транспортные, снабжая итало-германские войска в Северной Африке топливом, боеприпасами и продовольствием.

## Список ПЛ типа «Бандиера»
| Подводная лодка   | Верфь | Спущена на воду | Начало службы | Конец службы                                                                                                  |
| ----------------- | ----- | --------------- | ------------- | --- |
| Fratelli Bandiera | CNT   | 7.8.1929        | 10.9.1930     | списана 1.2.1948.                                                                                             |
| Luciano Manara    | CNT   | 5.10.1929       | 6.6.1930      | списана 1.2.1948.                                                                                             |
| Ciro Menotti      | OTO   | 29.12.1929      | 29.8.1930     | списана 1.2.1948.                                                                                             |
| Santore Santarosa | OTO   | 22.10.1929      | 29.7.1930     | села на мель возле Триполи 20.1.1943, торпедирована английским торпедным катером МТВ-260, затоплена экипажем. |